# Chalkosin
Chalkosin, veraltet auch als Kupferglanz oder Kupferglas bekannt, ist ein häufig vorkommendes Mineral aus der Mineralklasse der „Sulfide und Sulfosalze“ mit der Zusammensetzung Cu2S (auch α-Cu2S) und ist damit chemisch gesehen ein Kupfer(I)-sulfid.
Chalkosin kristallisiert im monoklinen Kristallsystem, ist in jeder Form undurchsichtig (opak) und entwickelt meist prismatische, tafelige und durch Zwillingsbildung auch pseudohexagonale Kristalle. Des Weiteren findet er sich in Form körniger bis massiger Aggregate. Frische Proben sind zunächst von bleigrauer bis stahlgrauer Farbe und metallischem Glanz. Mit der Zeit laufen sie jedoch schwarz an und werden matt.

## Etymologie und Geschichte
Den bis heute gültigen Namen Chalkosin erhielt das Mineral 1832 durch François Sulpice Beudant, der die Bezeichnung aus dem griechischen Wort χαλκός chalkos für Kupfer ableitete.
Bekannt war das Mineral allerdings mindestens seit dem 16. Jahrhundert. Nachweislich verwendete Lazarus Ercker die bergmännische Bezeichnung „Kupffer glaß ertz“ (also Kupferglaserz oder kurz Kupferglas) in seinem 1580 herausgegebenen Werk Beschreibung der allerfürnemsten Mineralischen Erzt und Bergwerksarten. Auch in Abraham Gottlob Werners Werk, das von Christian August Siegfried Hoffmann 1789 unter dem Titel Mineralsystem des Herrn Inspektor Werners mit dessen Erlaubnis herausgegeben wurde, findet sich noch der Begriff Kupferglas, aufgeteilt in dichtes und blättriges Kupferglas. In Johann Friedrich Ludwig Hausmanns Werk Handbuch der Mineralogie (1. Auflage herausgegeben 1813) ist das Mineral dann unter der Bezeichnung Kupferglanz (siehe auch Glanze) zu finden.

## Klassifikation
Bereits in der veralteten 8. Auflage der Mineralsystematik nach Strunz gehörte der Chalkosin zur Mineralklasse der „Sulfide und Sulfosalze“ und dort zur Abteilung der „Sulfide etc. mit [dem Stoffmengenverhältnis] M : S > 1 : 1“, wo er zusammen mit Berzelianit die „Chalkosin-Berzelianit-Gruppe“ mit der System-Nr. II/A.01 und den weiteren Mitgliedern Djurleit und Weissit bildete.
Im zuletzt 2018 überarbeiteten und aktualisierten Lapis-Mineralienverzeichnis nach Stefan Weiß, das sich aus Rücksicht auf private Sammler und institutionelle Sammlungen noch nach dieser alten Form der Systematik von Karl Hugo Strunz richtet, erhielt das Mineral die System- und Mineral-Nr. II/B.01-010. In der „Lapis-Systematik“ entspricht dies ebenfalls der Abteilung „Sulfide, Selenide und Telluride mit dem Stoffmengenverhältnis Metall : S,Se,Te > 1 : 1“, wo Chalkosin zusammen mit Anilith, Digenit, Djurleit, Geerit, Roxbyit, Spionkopit und Yarrowit die Gruppe der „Kupfersulfide“ mit der System-Nr. II/B.01 bildet.
Auch die von der International Mineralogical Association (IMA) zuletzt 2009 aktualisierte 9. Auflage der Strunz’schen Mineralsystematik ordnet den Chalkosin in die Abteilung der „Metallsulfide, M : S > 1 : 1 (hauptsächlich 2 : 1)“ ein. Diese ist allerdings weiter unterteilt nach den in der Verbindung vorherrschenden Metallen, so dass das Mineral entsprechend seiner Zusammensetzung in der Unterabteilung „mit Kupfer (Cu), Silber (Ag), Gold (Au)“ zu finden ist, wo es als einziges Mitglied die unbenannte Gruppe 2.BA.05a bildet.
Die vorwiegend im englischen Sprachraum gebräuchliche Systematik der Minerale nach Dana ordnet den Chalkosin ebenfalls in die Klasse der „Sulfide und Sulfosalze“ und dort in die Abteilung der „Sulfidminerale“ ein. Hier ist er als alleiniger Namensgeber in der „Chalkosingruppe (Formel: Cu2-xS)“ mit der System-Nr. 02.04.07 und den weiteren Mitgliedern Anilith, Digenit, Djurleit, Geerit, Roxbyit und Spionkopit innerhalb der Unterabteilung „Sulfide – einschließlich Seleniden und Telluriden – mit der Zusammensetzung AmBnXp, mit (m + n) : p = 2 : 1“ zu finden.

## Kristallstruktur

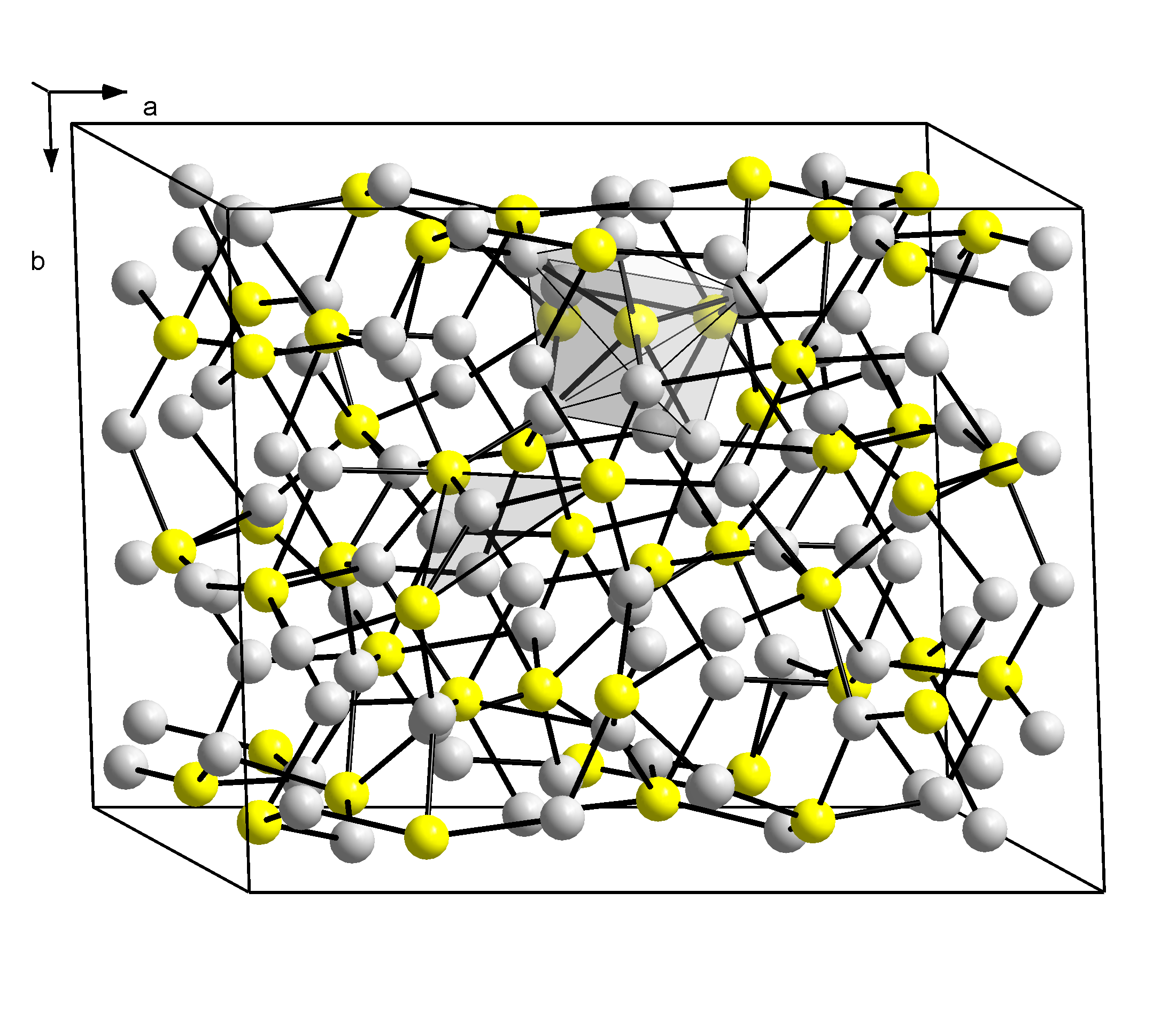
Kristallstruktur von Tief-Chalkosin

Chalkosin, genauer Tief-Chalkosin (auch Tiefkupferglanz) kristallisiert monoklin in der Raumgruppe P21/c (Raumgruppen-Nr. 14) mit den Gitterparametern a = 15,25 Å; b = 11,88 Å; c = 13,49 Å und β = 116,3° sowie 48 Formeleinheiten pro Elementarzelle.
Bei einer Temperatur von über 103 °C geht Tief-Chalkosin in die hexagonale Modifikation über und wird entsprechend als Hoch-Chalkosin oder auch Hoch-Kupferglanz bezeichnet. Die Raumgruppe von Hoch-Chalkosin ist Raumgruppe P63/mmc (Raumgruppen-Nr. 194) und die Gitterparameter betragen a = 3,95 Å und c = 6,75 Å bei 2 Formeleinheiten pro Elementarzelle.

## Bildung und Fundorte

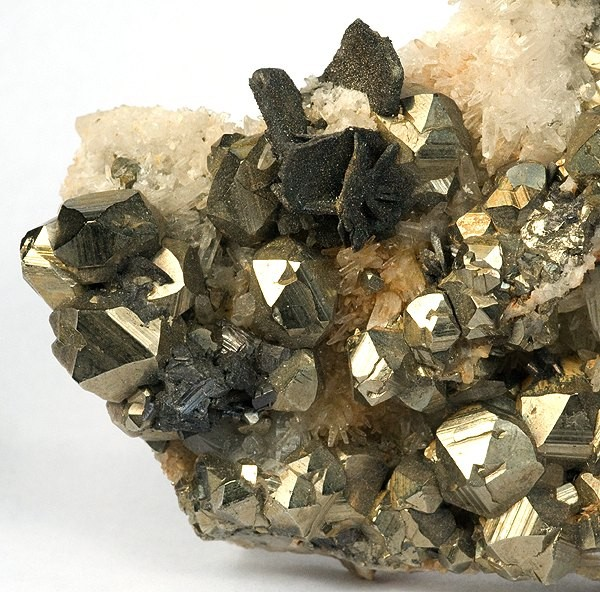
Chalkosin mit Covellin, Pyrit und Quarz aus der „Leonard Mine“, Butte, Montana, USA (Gesamtgröße der Stufe: 8,0 × 5,9 × 2,4 cm)

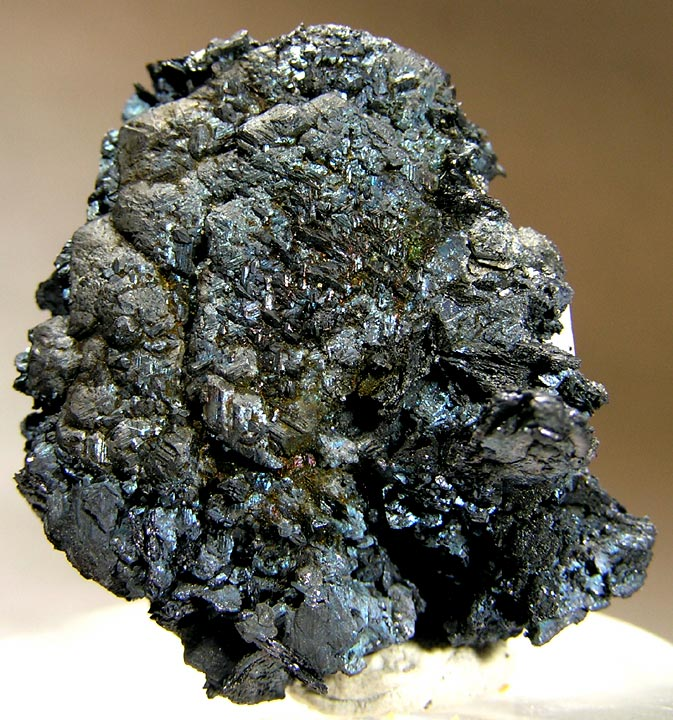
Chalkosin und Bornit aus der „Flambeau Mine“, Ladysmith, Rusk County, Wisconsin, USA (Größe: 2,9 × 2,8 × 1,9 cm)

Als häufige Mineralbildung ist Chalkosin an vielen Fundorten anzutreffen, wobei weltweit bisher rund 6400 Fundorte dokumentiert sind (Stand 2023). Bei den bekannten Fundstätten können hauptsächlich zwei Bildungsarten unterschieden werden:
In Gang- und Verdrängungs-Lagerstätten, seltener auch in pegmatitisch-pneumatolytischen Lagerstätten, die von aufsteigenden (aszendenten) hydrothermalen Lösung durchdrungen werden, bildet sich Chalkosin meist in Paragenese mit Bornit, Enargit, verschiedenen Fahlerzen, Pyrit und anderen Sulfiden.

Bekannte Lagerstätten dieser Art sind unter anderem Butte (Montana) in den USA, Schesqasghan (ehemals Džezkazgan) in Kasachstan, Tsumeb in Namibia, Musina (ehemals Messina) in Südafrika und die „Turjinskii Mine“ (Turginsk Mine) am Fluss Turja im Nordural in Russland.
In absteigenden (deszendenten) Sedimentations- und Zementationszonen reichert sich Chalkosin oft durch Ausfällen von kupfersulfathaltigen Lösungen an, wobei andere Sulfide verdrängt werden. Viele dieser erzreichen Zementationszonen und Ganglagerstätten sind vor allem in Europa und den USA inzwischen abgebaut und der Abbau von eher armen porphyrischen Kupfererzlagerstätten ist oft nur bei sekundären Anreicherungen wirtschaftlich möglich. Bekannte Lagerstätten sind hier unter anderem die Bingham Canyon Mine (Utah) und Bisbee (Arizona) in den USA sowie Cerro de Pasco in Peru. Von großer Bedeutung sind auch die Kupferschiefer bei Mansfeld-Sangerhausen in Deutschland, die Kupfermergel in der Umgebung von Legnica in Polen,
Qonyrat (Kounrad) in Kasachstan, Olmaliq (Almalyk) in Usbekistan sowie das mittelasiatische Altaigebirge.
In der Oxidationszone ist dagegen Chalkosin nicht beständig und wird entweder durch gediegen Kupfer, durch das Sulfid Covellin, durch das Oxid Cuprit oder die Carbonate Azurit und Malachit ersetzt.
Bekannt aufgrund außergewöhnlicher Chalkosinfunde sind außerdem die „M’Sesa Mine“ bei Kambove (Provinz Katanga) in der Demokratischen Republik Kongo, wo bis zu 25 cm große Kristalle gefunden wurden. Gut ausgebildete Kristalle mit mehreren Zentimetern Durchmesser traten auch bei Redruth und St Just (England) im Vereinigten Königreich, Bristol (Connecticut) und in der „Flambeau Mine“ bei Ladysmith (Wisconsin) in den USA auf.
In Deutschland konnte das Mineral bisher vorwiegend in Baden-Württemberg (Bsp.: Freudenstadt, Münstertal, Wittichen), in Bayern (Bsp.: Hagendorf, Kupferberg), in Hessen (Bsp.: Lautertal, Mühltal), in Niedersachsen (Bsp.: Clausthal-Zellerfeld, Bad Lauterberg im Harz), in Nordrhein-Westfalen (Bsp.: Kreis Siegen-Wittgenstein, Stolberg), in Rheinland-Pfalz (Bsp.: Brachbach, Landkreis Birkenfeld) und in Sachsen (Bsp.: Erzgebirgskreis) gefunden werden.
In Österreich trat Chalkosin bisher hauptsächlich in Kärnten (Bsp.: Bad Bleiberg, Hüttenberger Erzberg), im Salzburger Land (Bsp.: Leogang, St. Johann im Pongau), der Steiermark (Bsp.: Flatschach, Leoben) und Tirol (Bsp.: Brixlegg, Bergbauregion Schwaz) zutage.
In der Schweiz wurde das Mineral unter anderem auf der Mürtschenalp (Glarus Nord) und in der Gemeinde Glarus Süd im gleichnamigen Kanton, bei Poschiavo und Trun im Kanton Graubünden, im Sarganserland des Kantons St. Gallen sowie im Binntal und im Val d’Anniviers des Kantons Wallis entdeckt.
Auch in Gesteinsproben von der Antarktischen Halbinsel, vom Mittelatlantischen Rücken (Hydrothermalfeld „Ashadze“), Ostpazifischen Rücken, Japanischer See und von Lokis Schloss (englisch Loki's Castle) im Arktischen Ozean konnte Chalkosin nachgewiesen werden.

## Verwendung
Chalkosin war bis zur Erschöpfung der ergiebigsten Abbaugebiete in England und den USA ein wichtiger Rohstoff zur Gewinnung von Kupfer. Heute spielt Chalkosin neben anderen Kupfersulfiden wie Bornit und Covellin noch eine große Rolle als Erzmineral in schichtgebundenen Lagerstätten wie z. B. um Lubin in Niederschlesien, Polen.